# Jean-Pierre Andrevon
Jean-Pierre Andrevon (ur. 19 września 1937 w Bourgoin-Jallieu) – francuski pisarz science-fiction, a także malarz i piosenkarz. Używał pseudonimu Alphonse Brutsche w powieściach wydawanych pod szyldem Fleuve Noir. Pisał scenariusze dla niektórych twórców komiksów, między innymi Georgesa Picharda, a także Philippe Cazaumayou. Zajmował się również redakcją antologii fantastycznych. Jego powieść, Les Hommes-machines contre Gandahar, została zekranizowana. Film nosi tytuł Gandahar. To historia odwołująca się do baśni i powieści rycerskiej. 